# AIBO

소니 아이보 로고

AIBO(일본어: アイボ; 아이보)는 소니에서 1999년 6월에 시판된 세계 최초의 애완용 로봇이다. 리튬 이온 전지로 작동하며 인공지능을 탑재하였고, 64bit RICS 프로세서와 16MB 램 8MB 메모리스틱을 갖추고 있다. 그러나 2006년 소니의 구조조정으로 인해 생산과 판매가 중단되었다.

## 아이보의 역사
98년부터 시작된 로봇 축구 시합을 통해 조금씩 대외적으로 알려지던 아이보(AIBO)는 99년 5월 판매를 시작, 첫 가정용 로봇으로 사람과의 커뮤니케이션을 통해 학습, 성장하는 자율형 로봇이 되었다. 그 후 음성 인식 능력이 향상된 두 번째 모델인 「 ERS-210 」(2000), ERS-300」시리즈(2001)를 개발, 특히, 「ERS-300」시리즈는 기능적인 진화의 측면보다는 사람들에게 사랑 받을 수 있는 개성의 측면에서 사람과의 커뮤니케이션 능력을 향상하는데 중점을 두고 개발되었다. 그리고, 이에 기반을 두고 개발되기 시작한 ‘ERS-311 B/312B’, ‘ERS-311 B/X’, ‘ERS-311’, ‘ERS-312’ 모델은 블루투스(Bluetooth)를 본체에 탑재, 사용자와의 무선 커뮤니케이션이 가능해졌으며, 또한‘아이보(AIBO) 핸디 뷰어’ 50를 통해 AIBO의 기분이나 간단한 회화정보를 볼 수 있게 되었다. 소프트웨어 부분에 있어서도 소프트웨어 개발 ‘OPEN-R SDK’을 개발(2002.5) 좀 더 쉽고 편리한 프로그래밍을 가능하게 하였으며, 바탕으로 여러 다른 회사들과의 공동 연구를 통해 자가 충전과 주인인식이 가능한 AIBO-ware 시리즈를 개발, 사용자와의 커뮤니케이션에 있어서 재미와 흥미를 더해 주었다. 그리고, 2002년 그 동안의 사용자 의견을 적극 수용, 반영한 모델인 「ERS-7」이 개발, 자가충전은 물론, 커뮤니케이션 능력도 강화되었다. 그리고, '아이본' 과 아이보 카드와 같이 아이보(AIBO)를 위한 놀이 기구뿐 아니라, 시각 패턴인식으로 상황과 사용자의 요구를 판단하는 기능을 더했다. 디자인도 청결하면서도 깨끗한 개념에 맞추어 구체를 모티프로 해 둥근 이미지를 띈 모습을 가지게 되었다.특히「AIBO 마인드」라는 전용 소프트웨어를 가지고 있어 PC를 통해 아이보(AIBO)를 제어 할 수 있는 것 외에 아이보(AIBO)를 사용해 음악이나 동영상을 재생하고 정지화면을 촬영하는 것이 가능하게 되었다. 그리고, 음성인식 반응이나 장애물 회피 성능 등 기본 성능 외에도 움직임이나 음성을 감지해 자동적으로 그 물체의 사진이나 음성을 기록하는 집 보기 기능도 추가되어 단지 오락적인 기능 이외에 서비스 로봇의 모습을 가지게 되었다

## 아이보의 사회적 영향
2006년까지 일본 전역에서 팔려나간 아이보는 15만 대에 달하는 것으로 추정된다. 하지만 2006년 소니는 구조조정을 이유로 아이보의 판매를 전격적으로 중단했다. 이후 A/S는 이뤄졌지만 2013년부터는 A/S마저 중단됐다.
소니가 A/S를 중단하자 전문 수리 업체가 등장했다. '어펀(A-Fun)'이란 기업이다. 소니 엔지니어 출신이 나와 설립한 기업이다. 그동안 1200대에 달하는 아이보를 수리해왔다. 어펀의 노부유키 노리마츠 대표는 “아이보는 매우 실용적이었다. 특히 노인들이 아이보와 오랫동안 함께 지내면서 애정을 갖게 됐다”고 말했다. 어펀은 지난 2015년 1월 아이보 장례식을 처음으로 치렀다. 일부 아이보 사용자들은 죽은 아이보의 장기를 다른 아이보에게 이식해주기도했다.
2006년까지 약 15만 대가 판매될 정도로 인기를 끌면서 한때 '아이보 클리닉'이라는 센터를 통해 수리 서비스까지 이뤄졌다. 그러나 부품 조달에 어려움을 겪으면서 2014년부터는 수리 서비스가 종료됐다. 이후 이용자들의 아쉬움을 달래주기 위해 2015년 1월부터 소정의 장례 절차가 시작된 것이다.
통상 아이보는 장례가 끝난 뒤 분해 작업을 거쳐 다른 아이보의 교체용 부품으로 재탄생한다. 다섯 번째 치러진 이번 6월 장례식에서는 노인의 말벗으로 활약하는 새로운 형태의 로봇 10대도 참석해 아이보의 마지막을 함께 했다고 현지 언론은 전했다.

## 아이보 ERS-1000
아이보가 감정을 표현하고 주인의 마음을 사로잡을 수 있도록 초소형 1축 및 2축 액추에이터를 자체 개발하고 컴팩트한 크기에 총 22축의 자유도를 가질 수 있도록 부드러운 몸의 구동이 가능해졌다. 또한 다채로운 감정을 섬세하게 표현하도록 2개의 눈동자의 카메라 대신 OLED 패널을 사용했다. 외부 환경을 볼 수 있는 카메라는 눈 대신 코에 장착되어 있는데 사용자의 음성 명령에 따라 사진을 찍어 클라우드로 업로드 하거나 전용 앱으로 확인할 수 있다.
어안(광각) 카메라를 이용한 지도 작성(SLAM) 기술을 탑재해 방 안을 돌아다니면서 공간을 인식, 장애물을 피하거나 목표까지 최단 거리로 걸을 수 있다. 호기심이 많아 다양한 행동을 하지만 본체에 손상을 줄 수 있는 높은 곳이나 좁은 곳에 가지 않도록 그런 장소에서는 호기심이 작동하지 않을 거라고 한다.주인의 목소리나 얼굴 표정, 머리나 등을 쓰다듬는 것을 감지하며, 주위 환경을 서서히 파악하고 다가서는 것으로 걷는 범위를 확대하면서 상황에 따른 행동을 취할 수 있다. 여러 상황에 맞게 행동할 수 있도록 다양한 센서를 탑재하고 이미지 음성 인식 및 해석에 소니의 딥 러닝 기술을 활용했다.
사람의 얼굴을 인식하기 때문에 자주 만날수록 해당 얼굴을 기억하고 잘해주는 사람을 좋아하므로 그 사람이 다가오거나 상대방에 의해 행동이 바뀐다. 사람의 목소리를 이해하고 행동을 바꿀 수 있으며 사람 목소리가 들린 쪽으로 반응하거나 칭찬 받을 때 좋아하는 모습을 보여주기도 한다. 주인이 아이보에게 직접 행동을 가르치거나 향후 오픈 예정인 마이 아이보 앱의 아이보 스토어를 통해 다양한 몸짓을 유료 또는 무료로 추가시킬 수 있다.
인공지능 기술을 통해 사람들과 접촉해 나가면서 행동에 변화가 생겨날 수 있도록 만들었다. 본체와 클라우드가 연계된 소니의 독자적인 인공지능(AI) 기술로 주인과의 커뮤니케이션을 배우고 각각의 아이보를 개성적으로 성장시킬 수 있다. 또한 사전 동의를 얻은 후 다양한 주인들의 데이터를 수집하고 클라우드 상의 다른 아이보들이 배운 데이터를 모아 여러 행동을 더욱 똑똑하게 만들 수 있다.
신형 아이보의 사전 예약 판매는 일본에서 먼저 실시되는데 소니 스토어와 직영 매장, 소니 스토어 웹사이트를 통해 11월 1일부터 시작되며 가격은 19만8천엔(한화 약 194만원, 세금 제외)이다.

## 애니메이션
2001년 10월 11일부터 2002년 3월 21일까지 목요일 22:54 - 23:00에 후지 TV에서 방송 된 ERS-300의 라떼와 마카롱을 캐릭터화한 텔레비전 애니메이션. 전 23화. 애니메이션은 ERS-300과 신호음에 연동하고 있다.

## 같이 보기
- 뮤지오
- QRIO